# Leonie Menzel
Leonie Menzel, née le 19 mai 1999, est une rameuse allemande, championne d'Europe du deux de couple en 2019.

## Carrière
Originaire de Düsseldorf, elle vit à Dortmund où elle s'entraîne et étudie la biologie. En août 2018, elle devient vice-championne du monde des moins de 23 ans avec sa coéquipière Pia Greiten.
Aux championnats d'Europe 2019, elle est sacrée championne d'Europe du deux de couple avec Carlotta Nwajide.